# جاك غارلاند (ملاكم)
جاك غارلاند (بالإنجليزية: Jack Garland)‏ (2 يناير 1908 - 29 نوفمبر 1985) هو ملاكم بريطاني، صنّف ضمن فئة وزن الريشة ‏ ووزن البانتام ‏. شارك في الألعاب الأولمبية الصيفية 1928.

## وصلات خارجية
- جاك غارلاند على موقع بوكس ريك (الإنجليزية) (registration required)
- جاك غارلاند على موقع أوليمبيديا (الإنجليزية)